# Bahnstrecke Florence–Florentine Quarry
| Gesellschaft: | VTR                  |                                                        |                                                        |
| Streckenlänge: | 3 km                 |                                                        |                                                        |
| Spurweite: | 1435 mm (Normalspur) |                                                        |                                                        |
| |                      |                                                        |                                                        |
| \| \| \| von Burlington \| \| \| \| 0 \| Florence VT \| Florence VT \| \| \| \| nach Bellows Falls \| \| \| \| \| \| \| \| \| \| Verbindungskurven \| \| \| \| 1½ \| Strecke Hollister Quarry–Albertson (Florence Junction) \| Strecke Hollister Quarry–Albertson (Florence Junction) \| \| \| \| \| \| \| \| 3 \| Florentine Quarry VT \| Florentine Quarry VT \| |                      |                                                        |                                                        |
| Strecke |                      | von Burlington                                         | von Burlington                                         |
| Dienststation / Betriebs- oder Güterbahnhof | 0                    | Florence VT                                            | Florence VT                                            |
| Abzweig geradeaus und nach links |                      | nach Bellows Falls                                     | nach Bellows Falls                                     |
| Strecke |                      |                                                        |                                                        |
| Abzweig ehemals geradeaus, nach links und ehemals nach rechts |                      | Verbindungskurven                                      | Verbindungskurven                                      |
| Kreuzung (Strecken außer Betrieb) | 1½                   | Strecke Hollister Quarry–Albertson (Florence Junction) | Strecke Hollister Quarry–Albertson (Florence Junction) |
| Strecke (außer Betrieb) |                      |                                                        |                                                        |
| Betriebs-/Güterbahnhof Streckenende (Strecke außer Betrieb) | 3                    | Florentine Quarry VT                                   | Florentine Quarry VT                                   |

Die Bahnstrecke Florence–Florentine Quarry ist eine Eisenbahnstrecke in Vermont (Vereinigte Staaten). Sie ist drei Kilometer lang und verbindet einen früheren Marmorsteinbruch mit dem Bahnhof von Florence. Der Steinbruch ist nicht mehr in Betrieb, jedoch befährt die Vermont Railway noch einen etwa anderthalb Kilometer langen Abschnitt der Strecke von Florence bis Florence Junction als Teil der Anbindung an ein Industriegebiet.

## Geschichte
1893 erhielt die Brandon and West Rutland Railroad eine Konzession zum Bau und Betrieb einer öffentlichen Eisenbahn von Florence zum Steinbruch Florentine Quarry westlich der Stadt. Erst im Mai 1901 wurde die Gesellschaft aufgestellt und eröffnete die Bahnstrecke schließlich 1909. Zwei Jahre später, am 13. Mai 1911, wurde die Strecke durch die Clarendon and Pittsford Railroad übernommen und Verbindungskurven zu deren Hauptstrecke, die in Florence Junction kreuzte, eingebaut. Von 1912 bis 1925 wurden Steinbrucharbeiter auf der Strecke befördert, ein öffentlicher Personenverkehr fand offiziell jedoch nicht statt. Inoffiziell durften Fahrgäste gegen ein geringes Entgelt auf den Güterzügen mitfahren.
1972 erwarb die Vermont Railway, die auch die Hauptstrecke durch Florence betrieb, die Bahnstrecke nach Florentine Quarry. Mit der Stilllegung des Steinbruchs um 1977 wurde auch der Abschnitt von Florence Junction nach Florentine Quarry stillgelegt. Der übrige Teil der Strecke wird noch heute im Güterverkehr durch die Vermont Railway befahren.

## Streckenbeschreibung
Die Strecke beginnt im Bahnhof Florence an der Bahnstrecke Bellows Falls–Burlington. Sie führt zunächst nach Süden, vollführt jedoch kurz hinter dem Bahnhof eine enge Kurve und wendet sich westwärts. Durch das Dorf Florence hindurch wird bald darauf der ehemalige Knotenpunkt Florence Junction erreicht, wo das Gleis heute abbiegt. Von hier bis zum ehemaligen Steinbruch westlich von Florence ist die Strecke abgebaut. Hinter der Gleiskreuzung wendet sich die Strecke nach Nordwesten. Der Endbahnhof befand sich östlich der Blue Quarry Road.